# Strongylura fluviatilis
Strongylura fluviatilis är en fiskart som först beskrevs av Regan, 1903.  Strongylura fluviatilis ingår i släktet Strongylura och familjen näbbgäddefiskar. Inga underarter finns listade i Catalogue of Life.